# Ментално здравље избеглица
Ментално здравље избеглица је у значајној мери угрожено менталним болестима које нису нужно уочљиве или лако мерљиве, и често са последицама које лоше ментално здравље може имати на неку особу. Ове последице се могу материјализовати у било ком аспекту живота избеглице, било да је то физички, друштвени, финансијски, чинилац. Даље, манифестације лошег менталног здравља су дубоко укорењене када се траума доживи у младости. Такве популације подложне трауматским искуствима имају забрињавајуће висок ризик од менталних болести и лошег менталног здравља. Многи мигранти и расељена лица изложени су хуманитарним изазовима укључујући злостављање, насиље, дискриминацију, експлоатацију, формалне и неформалне баријере у приступу основним услугама и потребама, губитак породичних веза и веза са заједницом, и немоћ да се потражи правна заштита. Овим изазовима посебно су изложене најрањивије групе – деца, жене, националне мањине и старији.

## Историја
Mилиони људи широм света еко има су приморани да напуштају места у којима живе и раде услед ванредних догађаја. Избеглице и расељена лица изложени су стресу непланираног напуштања својих домова, поремећају начина живота и неизвесности коју носи проналажење привременог уточишта и несигурност егзистенције у непознатој средини.
Пре Другог светског рата, имигранти су углавном били отерани из својих земаља услед незапослености, глади и сиромаштва, често комбинованих са разним облицима предрасуда и угњетавања, док су ратови и етнополитички сукоби били ређи узроци емиграције. У избеглиштву су били излођени друштвеном угњетавању, укључујући неадекватно образовање, недостатак могућности за посао, немогућност да практикују своју веру или да се удају за кога су желели, и немогућност да живе где желе.
Почевши од Другог светског рата, међутим, цивили су све више били на мети многих локалних ратова широм света, и од тада је већина придошлица (посебно избеглица) жртве рата и/или политичке репресије. Многи од њих су такође искусили или били сведоци тортуре и/или терора коју је спонзорисала поједине влада. Међутим, избеглице су често преживљавале захвањујући поседовању невероватне отпорности, снаги и сналажљивости.
У 21. веку има више људи у покрету него икада раније у људској историји. Уједињене нације процењују да има 1 милијарду миграната - 250 милиона који су прешли међународне границе и 763 милиона који су се преселили унутар својих земаља, и 65 милиона присилних миграната – избеглица и тражилаца азила што је највећи број забележен од Другог светског рата. Додатних 24 милиона особе су расељена лица, а број се повећава како се утицаји климатских промена и ратова интензивирају.
Број међународних миграната широм света последњих година је убрзано растао, и достигао је 258 милиона у 2017. години, у односу на 220 милиона у 2010. и 173 милиона у 2000. години. Преко 60% свих међународних миграната живи у Азији (80 милиона) или Европи (78 милиона). Северна Америка је била домаћин трећег по величини броја међународних миграната (58 милиона), након чега следи Африка (25 милиона), Латинска Америка и Кариби (10 милиона) и Океанија (8 милиона).
Подаци прикупљени у периоду децембар 2018 – фебруар 2019. године на узорку од преко 200 корисника показују да је 72,5% избеглица и миграната психички угрожено, а да су доминантне тешкоће са којима се суочавају:
- Више од осам милиона људи напустило је Украјину до јуна 2022.симптоми посттрауматског стреса (14,2%),
- депресије ( 28,6%),
- анксиозност (18,9%),
- други акутни психички проблеми (48,0%).

У 2017. години, две трећине (67%) свих међународних миграната живели су у само двадесет земаља. У 2016. години, укупан број избеглица и тражилаца азила био је 25,9 милиона. Турска је била домаћин највеће избегличке популације, са 3,1 милиона избеглица и азила.
Више од осам милиона људи напустило је Украјину од почетка рата 24. фебруара 2022. године, саопштено је из УНХЦР-а 23. јуна 2022. године.

## Предуслови
Избеглице и мигранти који долазе у Европу из удаљених земаља, попут Сирије, Авганистана, Ирана, Ирака, Сомалије и других, земља прелазе дуг и напоран пут, који карактеришу бројни ризици. Током овог пута они се суочавају се са насиљем, које над њима чине криминалне групе, кријумчари и полиција, експлоатацијом, пљачкама, пролазе непроходним пределима, бораве у нехигијенским условима и суочавају се са другим ризицима, који могу да изазову привремене или трајне физичке или психичке трауме. Најчешће путују са кријумчарима, који су оријентисани на профит и не воде рачуна о њиховом здрављу и безбедности, неретко их излажући опасностима. Такође, на децу избеглице и мигранте породице често врше притисак да у што краћем року стигну у земљу дестинације, што их излаже додатним опасностима. Све то доводи до повећане ранљивости и нарушавања менталног и здравља а самим тим и до потребе за адекватном здравственом заштититом 
За избеглиштво су везани многи психолошки проблеми као што су посттрауматски стресни поремећаја, као што су 
- туга или жаљење,
- отуђење и усамљеност,
- пад самопоштовања,
- депресија, анксиозност, соматизација,
- осећање кривице и
- злоупотреба супстанци.

Врсте трауматских догађаја укључују различите стресове, као што су активно учешће у борбама, случајно излагање опасности, заробљавање и мучење, посматрање убистава, личног повређивања, рањавања и слично

## Ментално здравља избеглица у новој средини
Ментално здравље избеглица и интеграција у ново друштво су изузетно испреплетени. Трауматска искуства која су се десила у матичној земљи или током бекства из те земље су уобичајена. Ова искуства, поред стреса након пресељења у земљу домаћина, повећавају шансе за мање успешно прилагођавање друштву земље домаћина. Проблеми менталног здравља су једна од кључних препрека за интеграцију избеглица на тржиште рада у друштвима домаћинима. Утицај ових трауматских и стресних догађаја може бити привремен и подношљив једноставним решењима или може бити онемогућавајући и трајан.
Високе стопе забринутости за ментално здравље су документоване у различитим избегличким популацијама. Већина студија открива високу стопу посттрауматског стресног поремећаја (ПТСП), анксиозности, депресије и соматизације међу новопридошлим избеглицама. Пријављене варијације у преваленцији ПТСП-а и депресије могу се приписати бројним факторима, укључујући претходни живот у њиховој домовини, искуство бекства из те домовине, живот у избегличким камповима, и стресоре током и након пресељења у трећини земља.
ПТСП је један од најизраженији поремећаји менталног здравља у избегличкој популацији, посебно код оних који долазе из ратом захваћених подручја и код којих је ПТСП симптоматологија до 70 пута чешће код избеглица него у општој популацији. Преваленција ПТСП-а је нешто нижа од 3% у у већини земаља, на пример, преваленција овог поремећаја је 2,3% у Јужној Африци, 2,2% у Шпанија, 2,4% у Италији, 1,3% у Јапану итд. У општој популацији у европским земљама преваленција ПТСП-а је у распону од 0,56% до 6,67% док код избеглица достиже и до 40%.
На ментално здравље и појаву менталних болести утиче и социоекономски статус, образовање и пол. У 2015. години, студија која се фокусирала на утицаје трауматских догађаја на расељена лица из Сирије, Либана, Турске и Јордана, открило је да је 54% испитане популације патило од тешког емоционалног поремећаја. Од деце која су учествовала у студији, 44% је имало симптоме депресије, а 45% знаке ПТСП-а. У поређењу са другом децом широм света, ове статистике показују десетоструко повећање менталних поремећаја.
Слично темама које се тичу менструалног здравља, ментално здравље се сматра још једном табу темом у одређеним културама. Ово спречава људе да траже психијатријску помоћ. Тренутно у Сирији постоји само једна функционална болница за ментално здравље која се бави психијатријским потребама. Током 2016. године, сиријско-амерички лекар по имену М.К. Хамза је сковао нови термин како би прецизније описао ефекте које осећају скоро све избеглице погођене текућом кризом – синдромом људске девастације.
У односу на избеглице постоји озбиљан недостатак пажње и бриге о менталном здрављу и велика потреба за њима. Ови трауматски догађаји се обично погоршавају и прогресивно појачавају у годинама које следе. И зато је од кључне важности да се друштво на глобалном нивоу посвети процесу скрининга и питањима менталног здравља.
Остављање свега познатог и започињање новог живота у новој земљи са другачијим језиком и културом, поред претходне трауме и дислокације, производи тренутни изазов који може имати дугорочне ефекте, без обзира да ли појединац долази из Европе, субсахарске Африке, Централне Америке или било где у свету. Многе избеглице неће делити западњачку перспективу или речник, тако да ће питања морати да буду објашњена кроз конкретне примере или преформулисана у културолошки усклађеним терминима уз помоћ преводиоца или бикултуралног радника.
Једна од опција је и да се примени ефикасан и валидан скрининг за емоционални стрес, у контексту целокупног здравственог скрининга.
Методе третмана за избеглице са проблемима менталног здравља такође морају бити културолошки конгруентне. Западне психијатријске методе можда нису применљиве на појединце који не схватају тело и ум на исти начин као људи у Сједињеним Америчким Државама (нпр тибетанске психијатријске методе).